# BabyTV (Italia)
BabyTV è stato un canale televisivo tematico italiano digitale terrestre e a pagamento. Faceva parte del bouquet di Sky Italia ed era dedicato ai bambini tra 0 e 3 anni.

## Storia
Dopo un accordo con la The Walt Disney Company, BabyTV inizia le sue trasmissioni in Italia su Sky Italia il 1º agosto 2009. Tuttavia, il MOIGE presenta una lettera di denuncia contro il canale tematico nel dicembre 2009 al Ministero dello sviluppo economico, a causa del rischio di "riduzione dell'attività motoria" e altre varie motivazioni. Il 1º ottobre 2022 cessa le proprie trasmissioni.

## Cartoni animati
- Forme e colori
- Chi è? Cos'è?
- Il Mondo di Louie
- La Galeria del Nonno
- Il Parco delle Meraviglie
- Zoe vuole diventare
- Draco
- Tipa Tupa
- Tulli
- Lily e Pepper
- La lanterna magica
- Henry il ghiottone
- Charlie e i numeri
- Charlie e il alfabeto inglese
- Charlie e i forme
- Gli amici di Louie
- Billy Bam Bam
- Tutti Frutti
- Kiku
- Luna
- Stella stellina
- Sogni
- Popiz
- Big Bugs Band
- Pitch e Potch
- Pim e Pimba
- Zoom
- Mitch Match
- Oliver
- Lale ki Lolu
- Booby e Booba
- Scia di lumaca (2019)
- Bimbi e cuccioli
- Maya e Yaya
- Un mondo fantastico
- Bim e Bam nel mondo animale
- Guarda intorno a te
- Mr. Chiocciola (2007-2019)
- Wooly
- Beep Beep
- Jammers (2005-2017)
- Rocco
- Pix e Leo
- Palline pazze
- I tenerotti
- Appiccica con Mike
- Canzoni e filastrocche